# 喀兴林
喀兴林（1929年6月2日—），男，蒙古族，吉林省吉林市人，高度近視（1600度）患者，中国理论物理学家、物理教育家，曾任北京师范大学教授，中国物理学会理事。